# Douy-la-Ramée
Douy-la-Ramée ist eine französische Gemeinde im Département Seine-et-Marne in der Île-de-France. Sie gehört zum Kanton La Ferté-sous-Jouarre (bis 2015 Kanton Lizy-sur-Ourcq) im Arrondissement Meaux.

## Geografie
Douy-la-Ramée, 15 Kilometer nördlich von Meaux gelegen, grenzt im Norden an Brégy, im Osten an Puisieux, im Süden an Marcilly, im Südwesten an Forfry und im Nordwesten an Oissery. Die Gemeindegemarkung wird von der Thérouanne im Süden tangiert und umfasst neben der Hauptsiedlung auch die Weiler La Ramée, La Mare, Nongloire und Fontaines-les-Nonnes.

## Bevölkerungsentwicklung
| Jahr      | 1962 | 1968 | 1975 | 1982 | 1990 | 1999 | 2008 | 2013 |
| --------- | ---- | ---- | ---- | ---- | ---- | ---- | ---- | ---- |
| Einwohner | 207  | 136  | 164  | 182  | 210  | 234  | 282  | 320  |

## Sehenswürdigkeiten
Siehe auch: Liste der Monuments historiques in Douy-la-Ramée

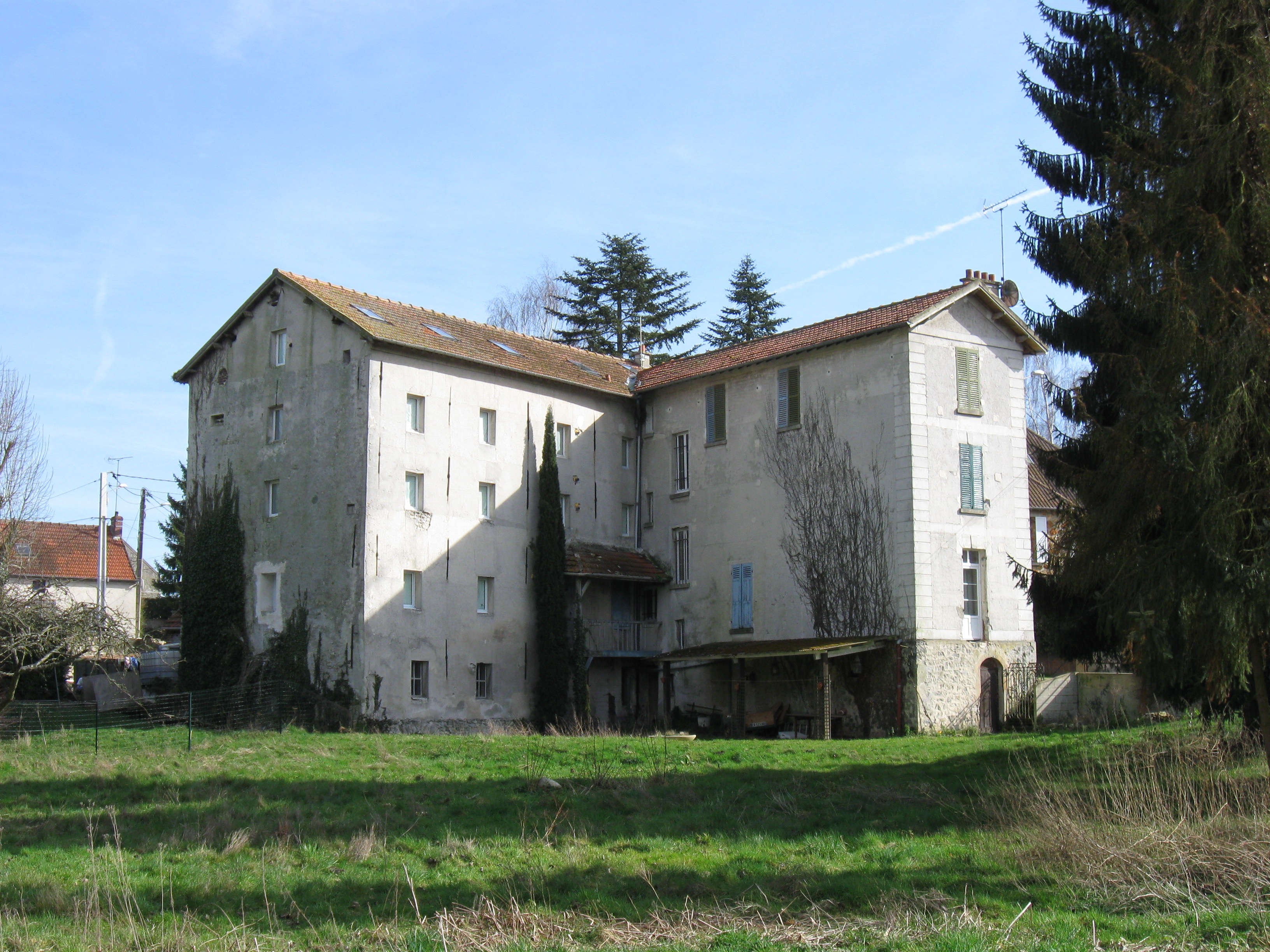
Ehemalige Wassermühle
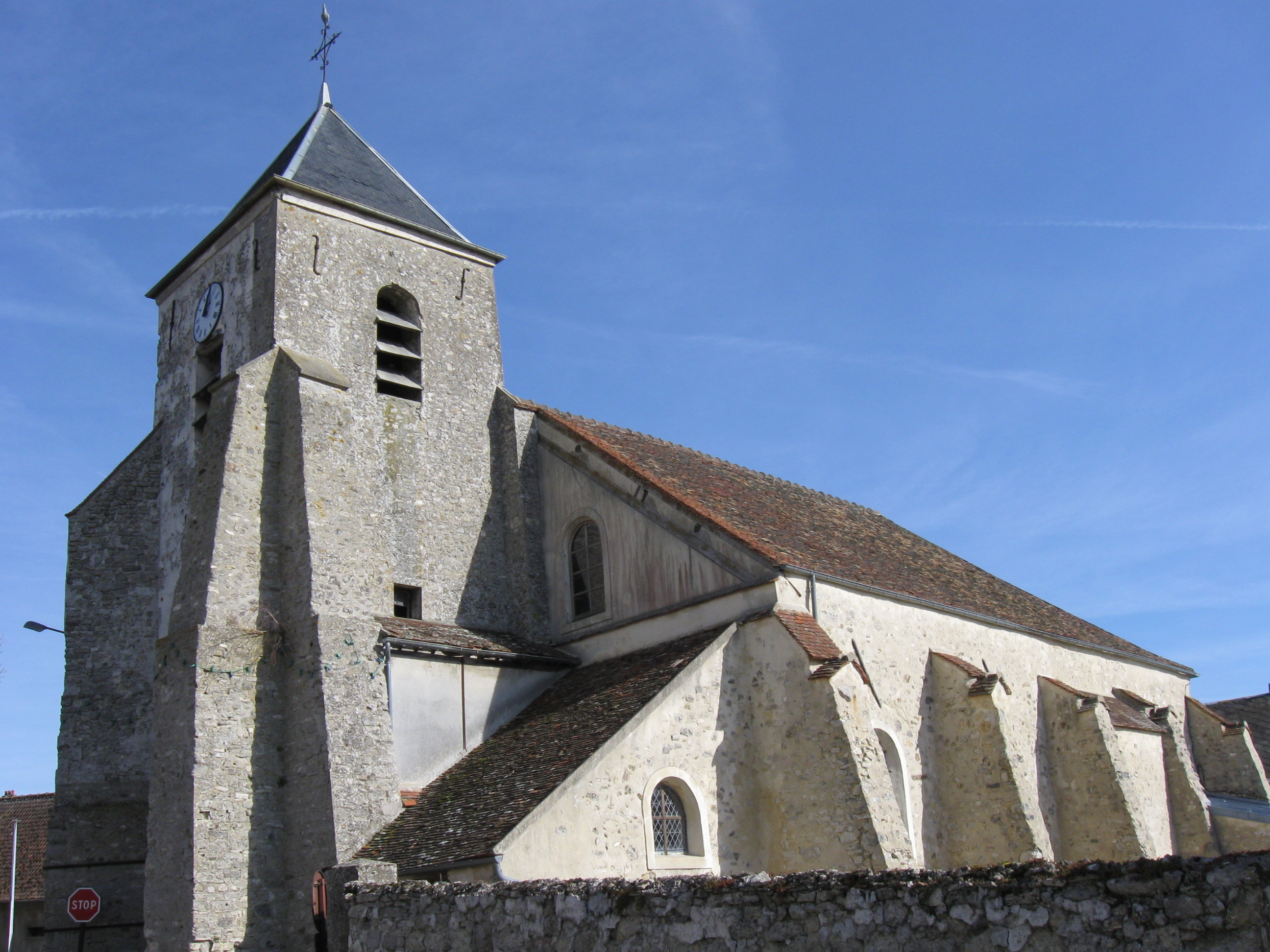
Kirche Saint-Jean-Porte-Latine, Monument historique
- Kapelle Fontaine-les-Nonnes

- Ehemalige Wassermühle
- Kirche Saint-Jean-Porte-Latine